# Maree Cheatham
Maree Cheatham (Oklahoma, Estados Unidos; 2 de junio de 1940) es una actriz estadounidense, más conocida por sus papeles en la televisión. Interpretó a Nona en la serie de televisión de Nickelodeon Sam & Cat.

## Carrera
Fue una de las protagonistas del show Days of our Lives, donde hacía el papel de Marie Horton, y tenía apariciones recurrentes en la serie General Hospital, donde encarnó a Lucy Coe.

## Filmografía

### Cine
| Año  | Título                   | Personaje            | Notas |
| ---- | ------------------------ | -------------------- | ----- |
| 1986 | Soul Man                 | Dorothy Watson       |       |
| 1988 | Beetlejuice              | Sarah Dean           |       |
| 1988 | Dangerous Curves         | Sra. Brooks          |       |
| 1998 | A Night at the Roxbury   | Mabel Sanderson      |       |
| 1998 | The Wedding Singer       | Dama amable en avión |       |
| 1999 | Lost & Found             | Sra. Millstone       |       |
| 1999 | The Bachelor             | Mona Arden           |       |
| 2000 | Hanging Up               | Angie                |       |
| 2004 | The Affair               | Charlene             |       |
| 2006 | The Last Time            | Gladys               |       |
| 2007 | Sex and Breakfast        | Mujer en elevador    |       |
| 2008 | Broken Angel             | Sra. Kraus           |       |
| 2009 | Stellina Blue            | Clare                |       |
| 2009 | Crossing Over            | Jueza Freeman        |       |
| 2009 | Labor Pains              | Ann                  |       |
| 2009 | Protection               | Sra. Shapiro         | Corto |
| 2009 | Litle Fish, Strange Pond | Elderly Woman        |       |
| 2010 | Letters to God           | Olivia               |       |
| 2018 | Anyone Home?             | Sra. Kakanian        |       |

### Televisión
| Año                                      | Título                                       | Personaje             | Notas                                                              |
| ---------------------------------------- | -------------------------------------------- | --------------------- | ------------------------------------------------------------------ |
| 1965–68, 1970–71, 1973, 1994, 1996, 2010 | Days of our Lives                            | Marie Horton          | Personaje Regular                                                  |
| 1969                                     | The Outcasts                                 | Cora                  | Episodio: "And Then There Was One"                                 |
| 1970                                     | Gunsmoke                                     | Abigail Hartly        | Episodio: "McCabe"                                                 |
| 1971                                     | The F.B.I.                                   | Señorita Evans        | Episodio: "Center of Peril"                                        |
| 1971                                     | Bearcats!                                    | Jessica Adams         | Episodio: "Assault on San Saba"                                    |
| 1972                                     | Hawaii Five-O                                | Amy Carter            | Episodio: "R & R & R"                                              |
| 1974                                     | Indict and Convict                           | Barbara Mathews       | Película de televisión                                             |
| 1974–1984                                | Search for Tomorrow                          | Stephanie Wyatt       | Personaje de contrato                                              |
| 1986                                     | Cagney & Lacey                               | Sra. Delicath         | Episodio: "A Safe Place"                                           |
| 1987                                     | Hunter                                       | Cynthia Jane Bartlett | Episodio: "Double Exposure"                                        |
| 1987                                     | CBS Schoolbreak Special                      | Sra. George           | Episodio: "Juvi"                                                   |
| 1987–91, 1997                            | General Hospital                             | Charlene Simpson      | Serie de televisión                                                |
| 1988                                     | Walt Disney's Wonderful World of Color       | Janine                | Episodio: "Rock 'n' Roll Mom"                                      |
| 1989                                     | CBS Summer Playhouse                         | Ilene Patterson       | Episodio: "B-Men"                                                  |
| 1990                                     | Columbo                                      | Sra. Rowe             | Episodio: "Columbo Goes to College"                                |
| 1991                                     | Quantum Leap                                 | Margaret Twilly       | Episodio: "Play Ball"                                              |
| 1992                                     | Rachel Gunn, R.N.                            | Amy Proctor           | Episodio: "I Dream of Squidhead"                                   |
| 1992                                     | Empty Nest                                   | Audrey                | Episodio: "Sayonara"                                               |
| 1992–93                                  | Knots Landing                                | Mary Robeson          | Recurrente                                                         |
| 1994                                     | The Nanny                                    | Emma Trusdale         | Episodio: "The Show Must Go On"                                    |
| 1995                                     | Acapulco Bay                                 | Victoria              | Episodio: "1.1", "1.2", "1.3"                                      |
| 1996                                     | The Jeff Foxworthy Show                      | Molly                 | Episodio: "The Gift"                                               |
| 1997                                     | Conan                                        | Yantona               | Episodio: "Ransom"                                                 |
| 1997                                     | The Journey of Allen Strange                 | Irma Stephenson       | Episodio: "Space"                                                  |
| 1997                                     | Profiler                                     | Jueza Paramen         | Episodio: "Second Best"                                            |
| 1998                                     | George and Leo                               | Lorna                 | Episodio: "The Nine Wives of Leo Wagonman"                         |
| 1998                                     | Profiler                                     | Jueza Paramen         | Episodio: "The Root of All Evil"                                   |
| 1998                                     | Beyond Belief: Fact or Fiction               | Nanny / Maggie        | Episodio: "The Red Eyed Creature"                                  |
| 1998                                     | Perfect Prey                                 | Sra. Leary            | Película de televisión                                             |
| 1998                                     | Promised Land                                | Thelma Wicker         | Episodio: "Chasin' the Blues"                                      |
| 1998                                     | Caroline in the City                         | Dorothy Baxter        | Episodio: "Caroline and the Big Night"                             |
| 1998                                     | Like Father, Like Santa                      | Señorita Fischer      | Película de televisión                                             |
| 1999                                     | Port Charles                                 | Charlene Simpson      | Serie                                                              |
| 2000                                     | Malcolm in the middle                        | Ella misma            | Serie                                                              |
| 2001                                     | Just Ask My Children                         | Corene Oliver         | Película de televisión                                             |
| 2001                                     | Comedy Central Thanxgiveaway: Home Fires     | Evelyn Gordon         | Película de televisión                                             |
| 2002                                     | Judging Amy                                  | Betty                 | Episodio: "Boston Terriers from France"                            |
| 2002                                     | Point of Origin                              | Gabby Finn            | Película de televisión                                             |
| 2002                                     | Passions                                     | Mona                  | 3 Episodios                                                        |
| 2002                                     | Scrubs                                       | Sra. Warner           | Episodio: "My Case Study"                                          |
| 2003                                     | The West Wing                                | Gob. Wade             | Episodio: "Disaster Relief"                                        |
| 2004                                     | Monk                                         | Edna Coruthers        | Episodio: "Mr. Monk and the Employee of the Month"                 |
| 2004                                     | Comedy Central Laughs for Life Telethon 2004 | Sen. Langman          | Película de televisión                                             |
| 2005                                     | Desperate Housewives                         | Ceal                  | Episodio: "Color and Light"                                        |
| 2005                                     | Cold Case                                    | Nancy Walsh           | Episodio: "A Perfect Day"                                          |
| 2007                                     | Boston Legal                                 | Georgina Babineaux    | Episodio: "Angel of Death"                                         |
| 2007                                     | In Case of Emergency                         | Elizabeth Yablonsky   | Episodio: "The Good, the Bad and the Mob", "Disorder in the Court" |
| 2007                                     | 'Til Death                                   | Sra. Wallach          | Episodio: "Performance Anxiety"                                    |
| 2007                                     | Rules of Engagement                          | Sra. Fulford          | Episodio: "Fix-Ups & Downs"                                        |
| 2009                                     | Ghost Whisperer                              | Myrna Cooperton       | Episodio: "This Joint's Haunted"                                   |
| 2009                                     | Saving Grace                                 | Susan                 | Episodio: "She's a Lump"                                           |
| 2010                                     | Outlaw                                       | Dra. Seitz            | Episodio: "In Re: Jessica Davis"                                   |
| 2011                                     | Dexter                                       | Docente no llamado    | Episodio: "The Angel of Death"                                     |
| 2012                                     | GCB                                          | Boofie Marfeson       | Episodio: "Hell Hath No Fury"                                      |
| 2012                                     | Hot in Cleveland                             | Sra. Filsinger        | Episodio: "Rubber Ball"                                            |
| 2012                                     | Free Agents                                  | Sra. Claymore         | Episodio: "Nice Guys Finish at Some Point"                         |
| 2013–14                                  | Sam & Cat                                    | Nona                  | Recurrente                                                         |
| 2013–15                                  | Hart of Dixie                                | Bettie Breeland       | Recurrente                                                         |
| 2014                                     | An Evening With...                           | Invitada              |                                                                    |
| 2015                                     | The Millers                                  | Sra. Mueller          | Episodio: "Highway to the Manger Zone"                             |
| 2016                                     | The Haves and the Have Nots                  | Pearl                 | Recurrente (T 4)                                                   |
| 2016                                     | Mistresses                                   | Stephanie             | Episodio: "Back to the Start"                                      |
| 2016–17                                  | Baskets                                      | Maggie                | 7 Episodios                                                        |
| 2017                                     | A Moving Romance                             | Midge                 | Película de Televisión                                             |
| 2019                                     | Bizaardvark                                  | Joyce                 | Episodio: "Eye of the Duckworth"                                   |